# Eulepidotis argentilinea
Eulepidotis argentilinea är en fjärilsart som beskrevs av William Schaus 1906. Eulepidotis argentilinea ingår i släktet Eulepidotis och familjen nattflyn. Inga underarter finns listade i Catalogue of Life.